# Kościół św. Józefa w Haugesundzie
Kościół św. Józefa (nor. bokmål: St. Josef kirke) – rzymskokatolicka świątynia parafialna, znajdująca się w norweskim mieście Haugesund.

## Historia
W 1923 społeczność katolicka zakupiła dom przy Haraldsgata 21, w którym urządzono szpital i kaplicę, konsekrowaną w 1926. W 1933 szpital przeniesiono do rezydencji "Sjølyst". 3 listopada 1933 poświęcono kościół św. Józefa. Zimą 1935 Gøsta av Gejerstam przyozdobił wnętrze świątyni freskami. W 1999 zmodernizowano kościół i dom parafialny, a w 2001 zakupiono nowe organy. W 2005 odbył się remont wnętrza kościoła – wymieniono posadzkę, odmalowano ściany, odrestaurowano figury Maryi i św. Józefa oraz wymieniono tabernakulum.